# LeVar Burton
LeVar Burton (* 16. února 1957 Landstuhl, Západní Německo), vlastním jménem Levardis Robert Martyn Burton, Jr., je americký herec.
LeVar Burton se narodil americkým rodičům v Západním Německu. Jeho matka Erma Jean byla sociální pracovnicí, úřednicí a učitelkou, otec Levardis Robert Martyn pracoval jako fotograf pro United States Army Signal Corps, které tehdy sídlily v německém Landstuhlu. Burton se svými dvěma sestrami ale vyrůstal v péči matky v kalifornském Sacramentu, kde ve věku 13 let vstoupil do semináře, aby se stal knězem, k čemuž však nikdy nedošlo.
Od roku 1977 začal působit v herecké oblasti, objevil se např. v americkém fantasy seriálu Fantasy Island. V roce 1983 vymyslel pro stanici Public Broadcasting Service dětský pořad Reading Rainbow, jehož se stal výkonným producentem.
Jeho zřejmě nejznámějšími rolemi jsou mladý otrok Kunta Kinte v televizním seriálu Kořeny (1977) a kormidelník a později šéfinženýr Geordi La Forge v seriálu Star Trek: Nová generace, který byl vysílán mezi lety 1987 a 1994. Jako LaForge se Burton objevil i ve filmech Star Trek: Generace (1994), Star Trek: První kontakt (1996), Star Trek: Vzpoura (1998) a Star Trek: Nemesis (2002). Hostoval též v jedné epizodě seriálu Star Trek: Vesmírná loď Voyager.
LeVar Burton působí i jako režisér. Režíroval mnoho dílů seriálů ze světa Star Treku, dále epizody seriálů Čarodějky, JAG, Las Vegas: Kasino či Soul Food.
S manželkou Stephanie, se kterou má dceru narozenou v roce 1994, žije v Sherman Oaks v Kalifornii.
Má hvězdu na Hollywoodském chodníku slávy.